# Wilhelm Dittrich (Politiker)
Wilhelm Dittrich (* 19. August 1867 in Hinterhermsdorf; † 14. März 1953 in Rostock) war ein deutscher Politiker (SPD).

## Leben
Dittrich war gelernter Tischler und arbeitete seit 1895 als Handlungsgehilfe bei der Mecklenburgischen Volkszeitung in Rostock. Von 1911 bis 1933 war er Stadtverordneter in Rostock. Ab 1919 war er zeitweise auch Stadtrat. Im selben Jahr wurde er Mitglied im Verfassunggebenden Landtag von Mecklenburg-Schwerin. Anschließend gehörte er auch dem ersten ordentlichen Landtag von Mecklenburg-Schwerin an.